# Парк Адріана

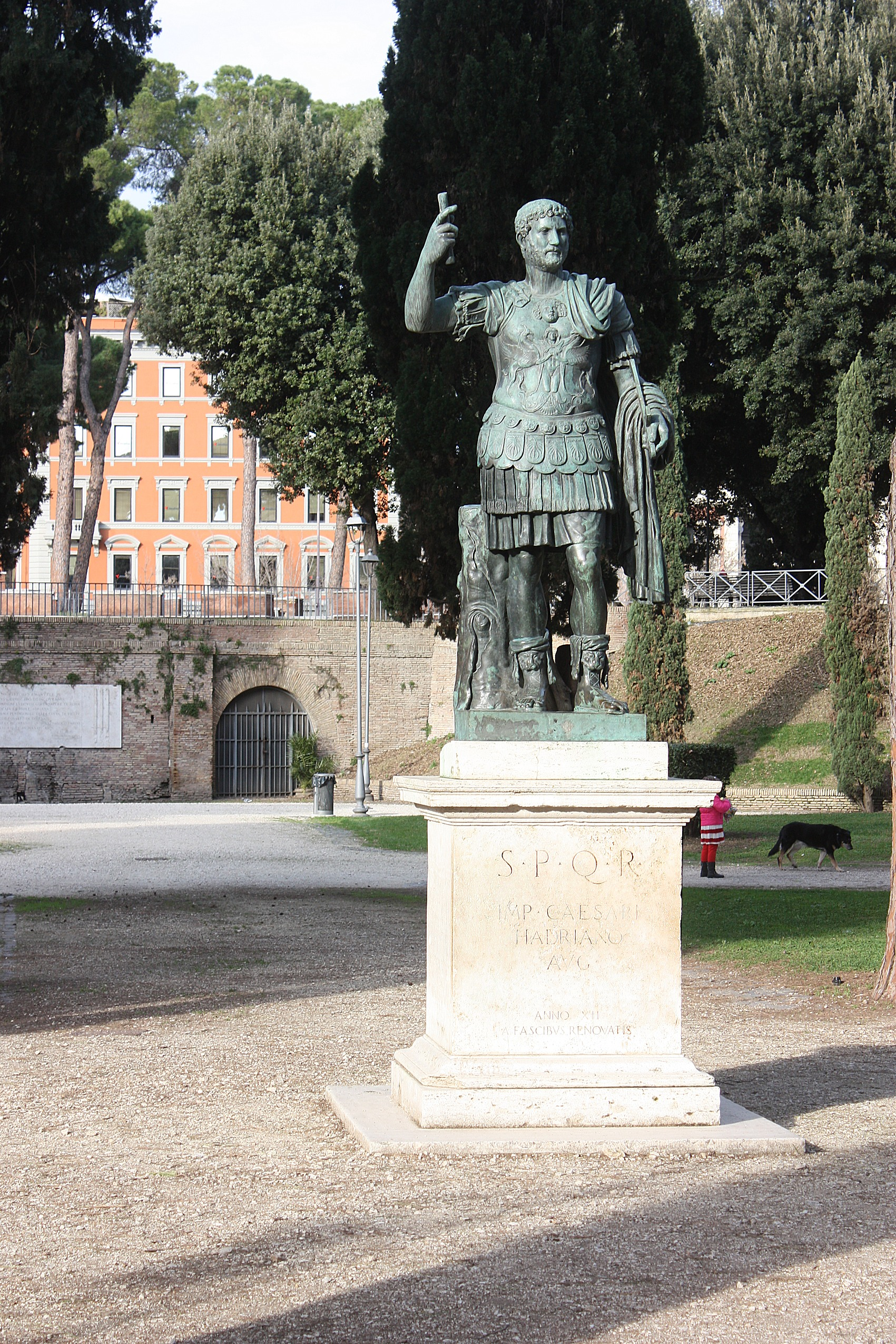
Бронзова статуя імператора Адріана в парку

Парк Адріана — парк у районі Борґо в Римі. Розташований на північному березі річки Тибр, поблизу Ватикану. Є одним з визначних місць Рима, привабливих для туристів. Парк відомий ще й тим, що на його території розташований музей Замок Святого Ангела.
| Прапор Італії | Це незавершена стаття про Італію. Ви можете допомогти проєкту, виправивши або дописавши її. |